# Komatsu (azienda)
Komatsu Limited (株式会社小松製作所?, Kabushiki-gaisha Komatsu Seisakusho), o Komatsu (コマツ?), è una società giapponese che produce macchine movimento terra (come fatturato è seconda solo a Caterpillar), macchine per l'industria mineraria, attrezzature militari e macchinari per l'industria, quali le macchine di stampa, laser, e moduli termoelettrici.
Il suo nome deriva dalla città di Komatsu, Ishikawa, dove Komatsu fu fondata nel 1917 e dove ha localizzato i principali impianti.
Komatsu costruisce il più grande bulldozer del mondo, il D575 e la più grande pala elettrica a fune del mondo nella sua categoria, la P&H 4800 XPC con un carico utile nominale di 122,5 ton. progettata per il carico in 3 passaggi di autocarri di classe ultra da 327/363 ton.

## Storia

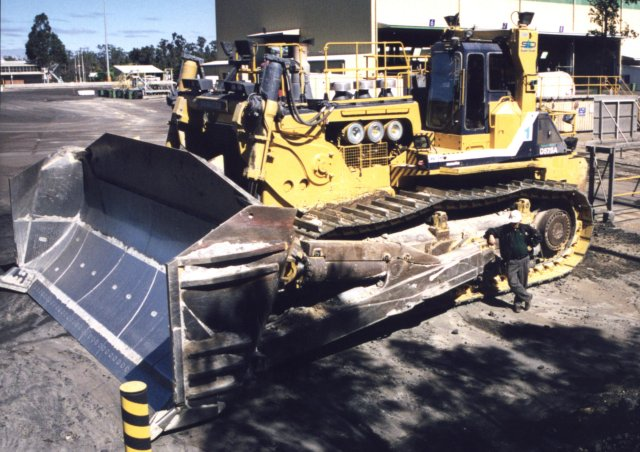
bulldozer Komatsu D575

Komatsu Iron Works è stata costituita da Takeuchi Mining Industry come sussidiaria per produrre utensili industriali per la società madre. Il 13 maggio 1921, quando Komatsu divenne abbastanza grande da vendere anche al pubblico, venne fatto una scissione e rinominata Komatsu Ltd.
Komatsu ha prodotto il suo primo prototipo di trattore agricolo nel 1931. Durante gli anni trenta, Komatsu ha anche prodotto trattori militari per le forze armate giapponesi, così come bulldozer, carri armati e obici.
Dopo la seconda guerra mondiale, Komatsu ha aggiunto i bulldozers non militari e i carrelli elevatori alla sua linea di prodotti.
La crescita della società è stata aiutata dalla forte domanda, nel Giappone della ricostruzione post bellica del 1950, per i suoi bulldozer.
Dal 1957 tutti i suoi modelli utilizzano motori Komatsu.
L'espansione all'estero è stata uno degli obiettivi principali negli anni '70, con la fondazione di Komatsu America Corporation nel febbraio 1970 negli Stati Uniti. Un anno dopo, nel gennaio 1971, Komatsu Singapore Pte. Ltd. è stata fondata a Singapore. Il settembre 1974 ha visto la fondazione di Dina Komatsu Nacional S.A. de C.V., una joint venture con il produttore di autocarri DINA SA in Messico. L'aprile 1975 è stato l'anno della fondazione di Komatsu do Brasil Ltda. in Brasile. 
Questa azienda ha prodotto il bulldozer Komatsu D50A, segnando la prima produzione offshore di Komatsu di macchine movimento terra. Komatsu Australia Pty., Ltd. in Australia è stata fondata nel febbraio 1979.
Gli anni 2000 hanno visto la collaborazione con il gruppo tedesco Linde per la vendita e la produzione di carrelli elevatori. Nel 2001 ha creato GALEO come nuovo marchio di macchine movimento terra di nuova generazione per la distribuzione mondiale. Nel 2002 viene fondata Komatsu Italy S.p.A. Nel 2004 Komatsu Forest AB è stata fondata per acquistare la svedese Partek Forest AB, precedentemente Valtra e Valmet, un produttore di macchine forestali. Sempre nel 2004, ha fondato Komatsu Zenoah (Shandong) Machine Co., Ltd in Cina, (ribattezzata Komatsu Utility Machine Co., Ltd. nel 2007), per la produzione di miniescavatori e attrezzature idrauliche, nonché la fondazione di Komatsu Power Generation Systems (Shanghai) Ltd. per la produzione di generatori di corrente. Anche Komatsu Forklift Manufacturing (China) Co., Ltd è stata fondata nel 2004 in Cina per produrre carrelli elevatori.
Komatsu è entrata nel mercato russo nel 2008 con la fondazione di Komatsu Manufacturing Rus, LLC e la produzione è iniziata nel 2010.
Nel 2016 Komatsu ha acquisito Joy Global per 3,7 miliardi di dollari. L'acquisizione è stata completata nel maggio 2017, operando come filiale separata con la stessa sede negli Stati Uniti, ma rinominata in seguito Komatsu Mining Corp.
Nel novembre 2023, Komatsu ha annunciato l’acquisizione di American Battery Solutions passaggio necessario per accelerare l’elettrificazione delle sue macchine ed attrezzature.

## Veicoli militari
- Type 75 130 mm Multiple Rocket Launcher